# Corynocarpus laevigatus
Corynocarpus laevigatus (Maori: karaka of kopi) is een soort uit de familie Corynocarpaceae. Het is een grote, groenblijvende boom die ongeveer even breed als hoog is. De schors is donkerkleurig en met donkere vlekken op de stam. De boom heeft veel dikke donkergroene glanzende bladeren, die bleker zijn aan de onderkant. De grote ovale oranje vruchten zijn 4 centimeter lang. 
De soort komt voor in Nieuw-Zeeland, zowel op het Noordereiland als op het Zuidereiland tot aan het Banks-schiereiland en de Okarito-lagune. Verder komt de soort ook voor op de Driekoningeneilanden, op Raouleiland van de Kermadeceilanden en op de Chathameilanden. De boom groeit wijdverspreid in de kustgebieden en vormt een belangrijke boomsoort in de kustbossen, hoewel hij zelden domineert.

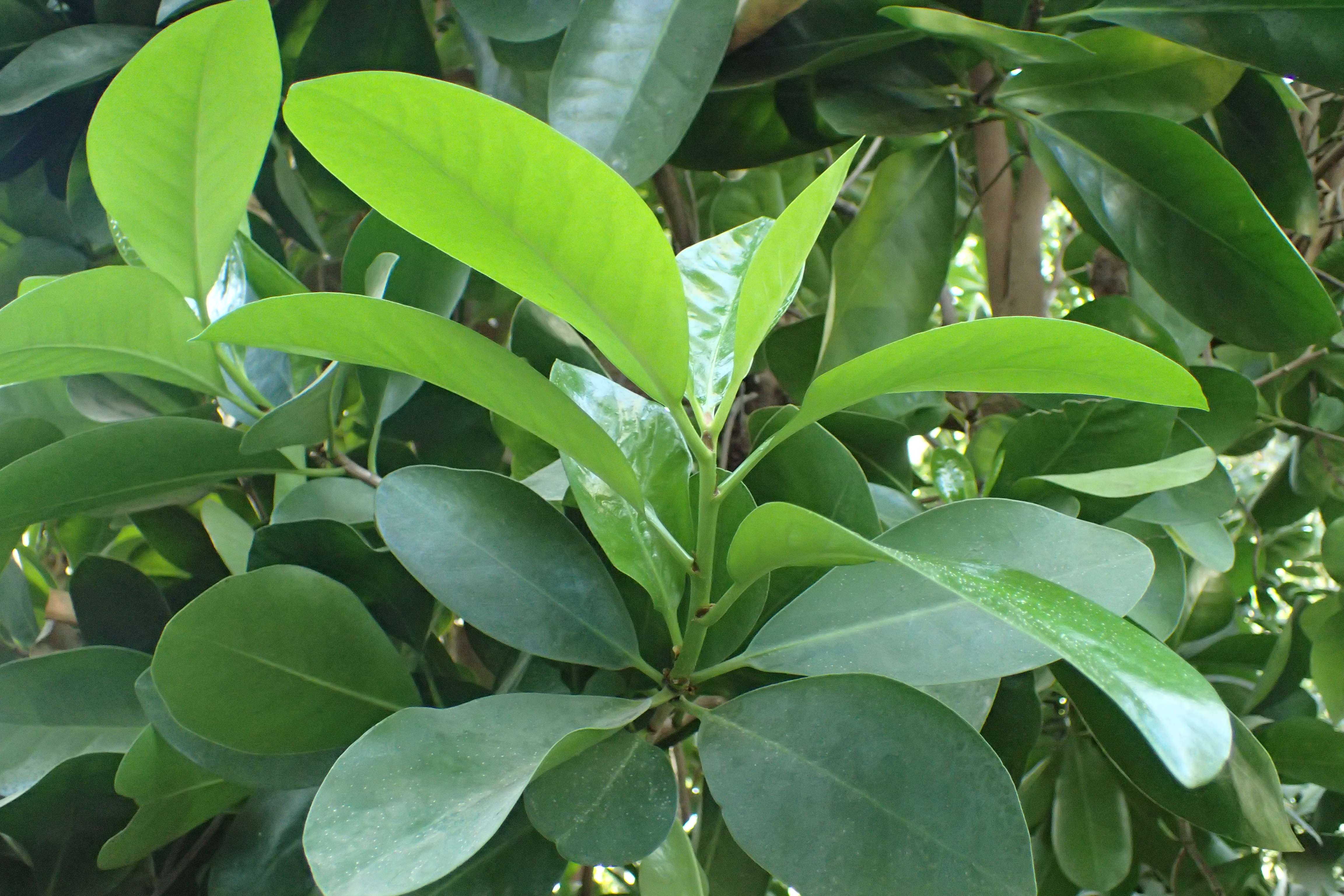
Bladeren
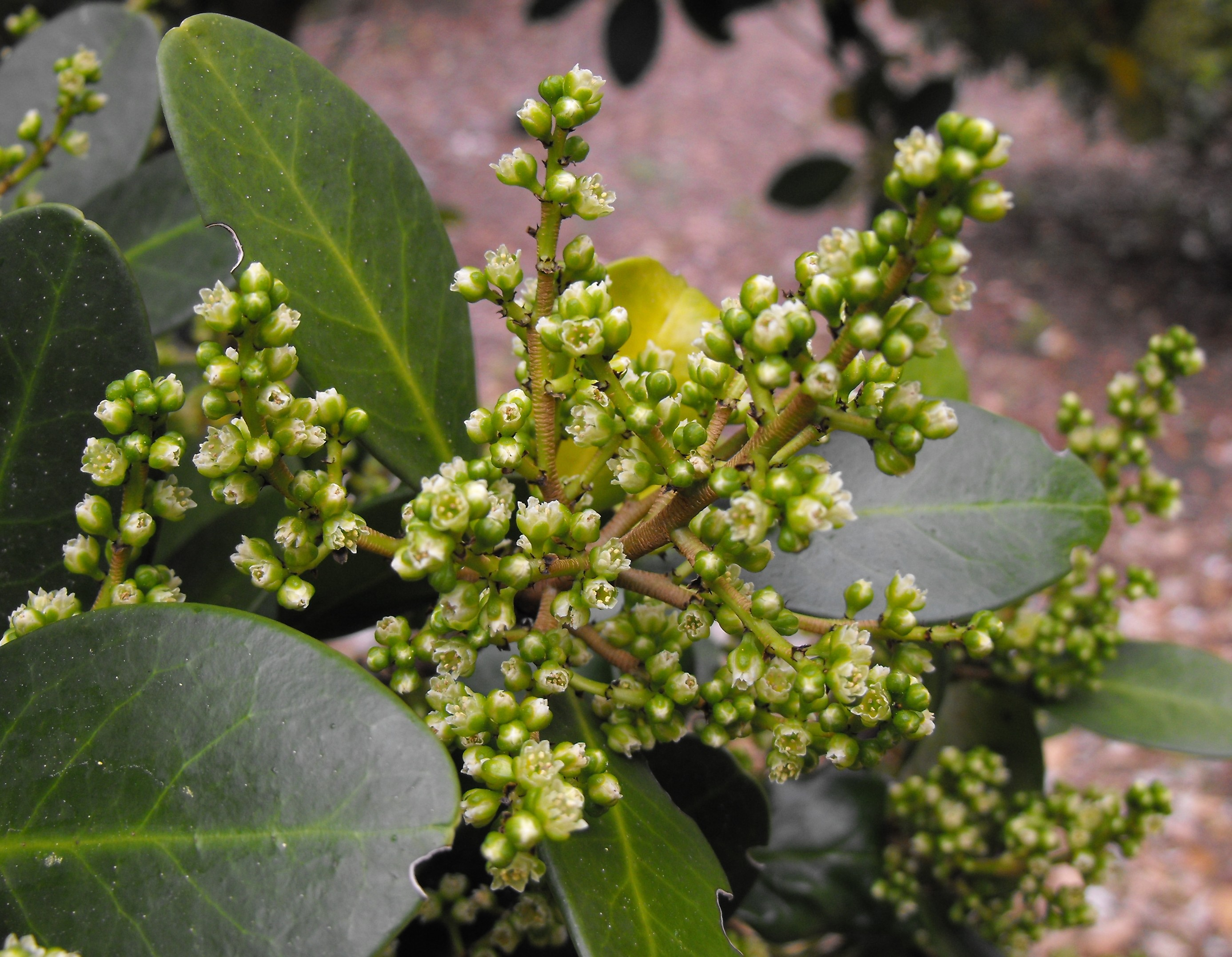
Bloemen
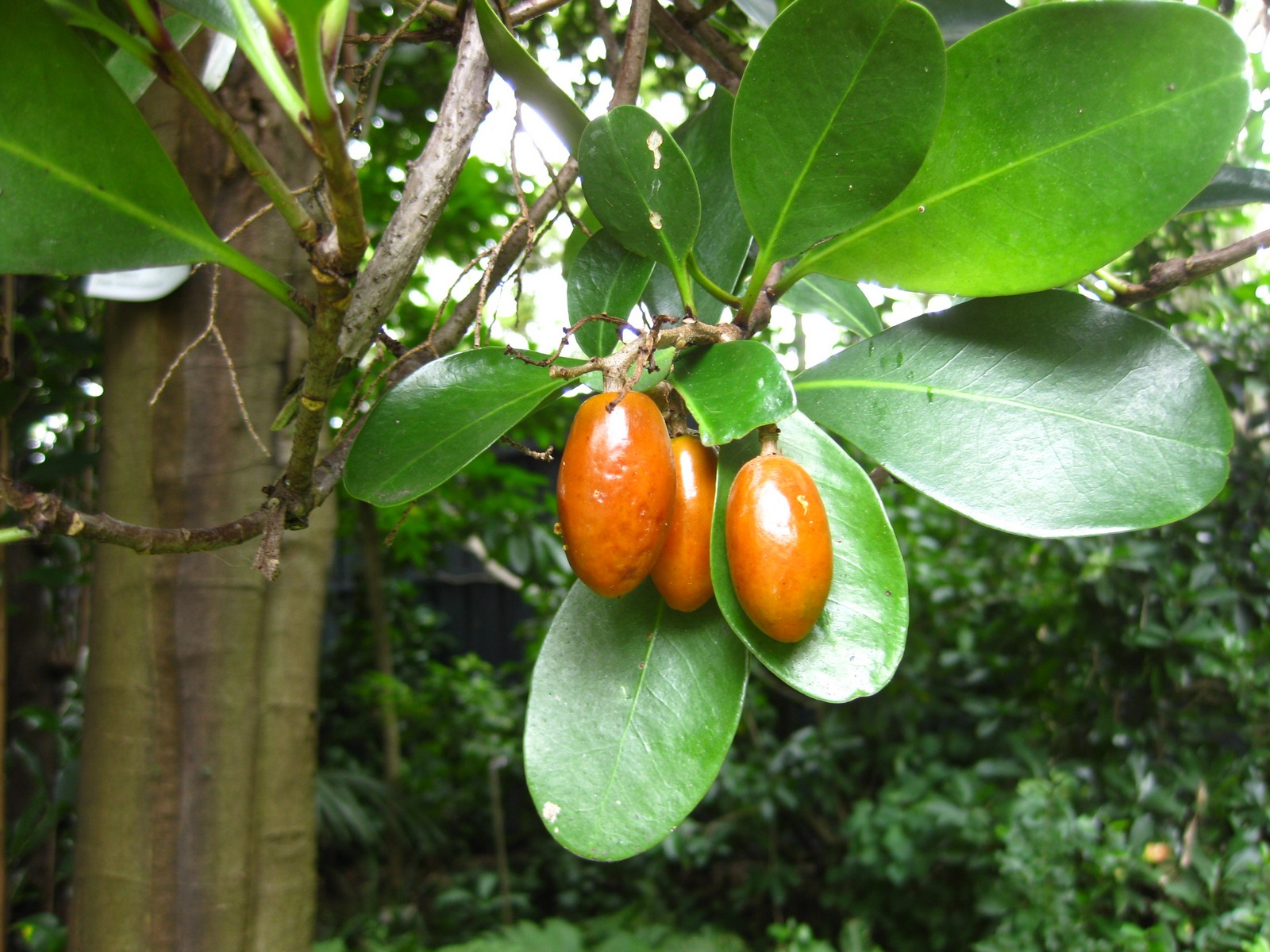
Vruchten